# Marc Artigau i Queralt
Marc Artigau i Queralt (Barcelona, 1984) és un escriptor català, ubicat en els gèneres de la dramatúrgia la poesia i la narrativa.

## Trajectòria
Llicenciat en direcció escènica i dramatúrgia per l'Institut del Teatre de Barcelona, combina la dramatúrgia amb la narrativa, la poesia i diverses col·laboracions amb mitjans de comunicació.Com a escriptor, el 2008 va publicar l'obra Ushuaïa, guanyadora del Premi Ciutat de Sagunt d'eixe mateix any, un guardó que revalidà l'any posterior amb Les sense ànima. El 2007 va guanyar el X Premi Boira de Teatre amb Els gorgs, que no seria publicada. El 2019 va guanyar el Premi Josep Pla amb la novel·la La vigília i el 2021 va presentar la novel·la Jo era el món, on una noia de 17 anys, l'Ariadna, desapareix del seu poble i no deixa ni rastre.
Com a dramaturg, entre les obres teatrals que ha estrenat hi ha Ushuaïa, T'estimem tant, Grace, A una nena nua llepa-li la pell llepa-li la pell a una nena nua o Caïm i Abel. Ha col·laborat amb directors com Oriol Broggi o Àngel Llàcer fent dramatúrgies d'obres ja escrites (El petit príncep, Al vostre gust...).
Quant al camp de la poesia, ha publicat poemaris com ara Vermella, reconeguda amb el Premi Martí Dot el 2007 o Escuma negra, XXVII Premi de Poesia de les lletres catalanes del Vallès Oriental. El 2011, amb Desterrats, s'imposa al certamen literari Pepe Ribelles Vila de Puçol.
Col·labora o ha col·laborat amb diversos mitjans, entre els quals destaquen RAC1, el Diari Ara i Catalunya Ràdio. La temporada 2015-2016 va fer una secció a El món a RAC 1 amb Guillem Terribas amb una secció sobre llibres titulada «De què va?», i posteriorment hi ha col·laborat fent un microrelat diari.

## Obra[9]

### Teatre
- La gran festa (2006)
- Els gorgs (2008, Coordinadora de Grups Amateurs de Teatre d'Osona)
- Ushuaïa (2008, Brosquil)
- Xatrac (2008)
- Les sense ànima (2009, Onada)
- T’estimem tant, Grace (2010)
- Caixes (2011, Diputació de Lleida)
- Un mosquit petit (2014, Arola)
- Caïm i Abel (2016)
- Alba (o el jardí de les delícies) (2018)

### Poesia
- La tristesa dels acròbates (2005)
- Primers auxilis (2007, Cossetània)
- Vermella (2008, Viena)
- Escuma negra (2008, Tarafa)
- Desterrats (2012, Onada)

### Narrativa
- Els contes d'El Club de la Mitjanit (2013, Onada)
- Els perseguidors de paraules (2016, Estrella Polar)
- Un home cau (coescrit amb Jordi Basté) (Rosa dels Vents, 2017)[10]
- La cova dels dies (2018, Fanbooks)
- Els coloms de la Boqueria (coescrit amb Jordi Basté) (Rosa dels Vents, 2018)[11]
- La vigília (2019, Destino)
- Jo era el món (2021, Destino)[12]

## Premis literaris
- Premis Literaris Baix Camp - Gabriel Ferrater de poesia - 2006 - Primers auxilis
- Premi Martí Dot de Sant Feliu de Llobregat - 2007 - Vermella
- Premi de Poesia Estabanell Energia - 2007 - Escuma negra
- Premi Ciutat de Sagunt - Pepe Alba de teatre - 2008 - Ushuaia
- Premi Ciutat de Sagunt - Pepe Alba de teatre - 2009 - Les sense ànima
- Premi Josep Maria Ribelles - 2011 - Desterrats
- Premi Les Talúries - 2011 - Caixes
- Premi Quim Masó - 2017 - Alba (o el jardí de les delícies)
- Premi Josep Pla - 2019 - La vigília